# Bernhard Willems
Bernhard Willems (geboren am 18. Dezember 1880 in Elsenborn; gestorben am 21. Oktober 1972 in St. Vith) war ein deutsch-belgischer Historiker und Lehrer.

## Leben
Willems wurde 1880 in den heutigen belgischen Ostkantonen, am Rande des seinerzeit Preußischen Hohen Venns als Sohn einer alteingessenen Familie geboren. Sein Vater stammte aus Elsenborn, die Mutter aus Nidrum, die Großeltern aus Wirtzfeld und Rocherath. Seine Ahnen lebten als Landwirte, die der Schafzucht, dem Schafhandel und umfänglich der Imkerei nachgingen. Er erlebte in seinem Heimatort noch den Beginn des Wandels von einem abgeschiedenen Dorf zu ersten städtischen Elementen, als dort 1894 für das in Koblenz beheimatete VIII. Armee-Korps der Truppenübungsplatz Elsenborn angelegt wurde. Mit Abschluss der örtlichen Volksschule bestand Willems die Aufnahmeprüfung für die Obertertia auf dem Gymnasium in Neuss, in Düsseldorf legte er schließlich die Reifeprüfung ab. Ab 1902 studierte er dann Philosophie an den Universitäten in Münster und Berlin. Er besuchte Vorlesungen in Geschichte, Geographie und lateinischer Philologie, hörte Aloys Meister, Michael Tangl, Adolf von Harnack und Ulrich von Wilamowitz-Moellendorff. In dem Seminar von Tangl wurde Willems in die Methodik der Geschichtswissenschaft eingeführt, was für sein späteres Leben noch entscheidend werden sollte. In Münster legte er im Februar 1906 das Examen pro facultate docendi ab, die Lehrbefugnis für angehende Gymnasiallehrer und trat dann als Kandidat in das Pädagogische Seminar in Königsberg (Preußen) ein. Am dortigen Kneiphöfischen Gymnasium unterrichtete er zwei Jahre und nutzte diese, um an der Albertus-Universität Königsberg 1908 mit einer Arbeit über die Erkenntnistheorie Schopenhauers zum Dr. phil. zu promovieren.
Anschließend hätte Willems an ein Gymnasium in Lyck wechseln sollen, aber auch in Braunsberg eine berufliche Chance erhalten. Es zog ihn jedoch zurück ins Rheinland, wo er über mehrere Jahre als wissenschaftlicher Hilfslehrer Beschäftigung fand. Zunächst am Kaiser-Wilhelm Gymnasium in Köln – unterbrochen durch eine zeitweise Tätigkeit in Sigmaringen – dann in Mönchengladbach, Linz am Rhein, Emmerich und Brühl. 1911 wechselte Willems als nunmehr festangestellter Königlicher Oberlehrer nach Trier an das Friedrich-Wilhelm-Gymnasium. Dort blieb er auch über die Jahre des Ersten Weltkriegs und die anschließende Zeit des Zusammenbruchs der alten Ordnung und der bestehenden Monarchien. Am Trierer Priesterseminar lehrte Ludwig Kaas, der zu diesem Zeitpunkt Vorsitzender der Zentrumspartei in Trier wurde. Wie Kaas war auch Willems ein Anhänger der Gründung einer rheinischen Republik und gehörte zu jenen, die Kaas für die Wahl zur Nationalversammlung nominierten. Er setzte sich für Kaas ein und schlug ihn gemeinsam mit Pfarrern des Trierer Landes vor. In Trier verfasste Willems auch eine Ausarbeitung über Nicolaus Cusanus, deren Manuskript aber während des Zweiten Weltkriegs in Verlust geriet.
Als in Folge des Ersten Weltkrieges und des Friedensvertrags von Versailles die westlichsten preußischen Landkreise Eupen, Malmedy und Sankt Vith zu Beginn des Jahres 1920 an Belgien abgetreten wurden, entschloss sich Willems zu einer Rückkehr in seine Heimat. Er ließ sich aus dem preußischen Schuldienst entlassen und trat als Lehrer in den belgischen ein. An dem, durch die neue belgische Verwaltung eingerichteten Athenäum in Malmedy unterrichtete er bis 1940 Latein und Deutsch. Willems bemühte sich um das erforderliche Schrifttum und arbeitete an einem deutschen Lesebuch. Als sich früh eine Gesellschaft gründete, die sich zum Ziel setzte die Geschichte und Landeskunde der nunmehr belgischen Kantone Eupen, Malmedy und Sankt Vith zu betreuen, entstanden ein Heimatmuseum in der ehem. Abtei Malmedy und die periodisch erscheinende Zeitschrift Folklore. Willems übernahm die Redaktion der deutschen Abteilung derselben und veröffentlichte „ausgezeichnete Arbeiten“, so über die Reichsabtei Stablo-Malmedy. Doch entwickelte sich die Folklore nicht wie erhofft, es ermangelte nicht zuletzt an einem deutschsprachigen Publikationsorgan. Nach dem Zweiten Weltkrieg übernahm Willems die Initiative, sechs Bände veröffentlichte er von 1948 bis 1963 in der Reihe Ostbelgische Chronik. Zudem verfasste er Beiträge im Eifelvereinsblatt und Zeitungen. 1965 gehörte Willems schließlich zu den Gründern des Geschichtsvereins für das Land zwischen Venn und Schneifel (Königlicher Geschichts- und Museumsverein zwischen Venn und Schneifel). Weit über 80-jährig gab er dort noch zwei Jahrbücher mit Veröffentlichungen zu St. Vith und Umgebung heraus. Auch dem unter Leitung seiner Stieftochter Irene Janetzky produzierten deutschsprachigen Rundfunk in Belgien ließ Willems immer wieder geschichtliche und volkskundliche Beiträge zukommen. Willems erhielt mehrere Auszeichnungen, so als Ehrenpräsident des Geschichtsvereins für das Land zwischen Venn und Schneifel , oder auch durch die Charakterisierung als Professor.
1958 erneuerte die Georg-August-Universität Göttingen, die sich zur Aufgabe setzte die Tradition der Königsberger Universität zu wahren, Willems Doktordiplom nach fünfzig Jahren. 1968 gratulierte ihm der derzeitige Dekan der Philosophischen Fakultät, Jürgen von Stackelberg zum diamanten Doktorjubiläum.
In erster Ehe war Bernhard Willems mit der Kriegerwitwe Katharina Janetzky geb. Petry verheiratet, deren Tochter aus erster Ehe die belgische Rundfunkjournalistin Irene Janetzky war und in zweiter Ehe mit Maria Noel, die er ebenfalls überlebte.

## Schriften (Auswahl)
- Über Schopenhauers Erkenntnistheorie. Eine historisch-kritische Abhandlung, Dissertation, Königsberg 1908
- Festschrift zum 25-jährigen Bestehen des Eifelvereins, Ortsgruppe Elsenborn, Hrsg. Ortsgruppe Elsenborn des Eifelvereins, Elsenborn 1930
- Die Hochfläche von Elsenborn. Selbstverlag, Malmedy 1931
- Ostbelgische Chronik
  - Band 1, Gerson, Malmedy 1948
  - Band 2, Gerson, Malmedy 1949
  - Band 3: Geschichte der Pfarreien von Elsenborn und Nidrum. Festschrift aus Anlass der doppelten Jubelfeier: 150 Jahre Pfarre und 100 Jahre Kirchen-Neubau Elsenborn, Gerson, Malmedy 1957
  - Band 4, 1957
  - Band 5: Das Land von Malmedy und St. Vith. Gesammelte Aufsätze zu seiner Geschichte und Kultur, Wissenschaftliches Archiv, Bonn 1962
  - Band 6: Das Land von Malmedy und St. Vith. Gesammelte Aufsätze zu seiner Geschichte und Kultur, Wissenschaftliches Archiv, Bonn 1963
- Die Schleifung und Einäscherung von St. Vith und Malmedy im Jahre 1689, Doepgen-Beretz, St. Vith 1962
- Jahrbuch Eupen. Malmedy. St. Vith
  - Band I, Wissenschaftliches Archiv, Godesberg 1966
  - Band II, Wissenschaftliches Archiv, Godesberg 1967